# Дегкадег-Кодс
Дегкадег-Кодс (перс. دهكده قدس) — село в Ірані, у дегестані Бі-Балан, у бахші Келачай, шагрестані Рудсар остану Ґілян. За даними перепису 2006 року, його населення становило 356 осіб, що проживали у складі 98 сімей.